# Affaire Guðmundur et Geirfinnur
 (février 2020).
L'affaire Guðmundur et Geirfinnur (en islandais : Guðmundar- og Geirfinnsmálið), ou parfois Confessions de Reykjavik, est une affaire criminelle islandaise concernant les disparitions de Guðmundur Einarsson et de Geirfinnur Einarsson en 1974.
Six personnes ont été condamnées pour leurs présumés meurtres, sur la base d'aveux extorqués par la police après des interrogatoires aux méthodes controversées, malgré l'absence des corps des victimes, de témoins ou de toute preuve médico-légale.
Le 27 septembre 2018, 44 ans après les disparitions de Guðmundur et Geirfinnur, la Cour suprême d'Islande acquitte cinq des six suspects condamnés à l'époque de l'affaire.
Le livre Sugar Paper Theories (2016) de Jack Latham (en) est consacré à cette affaire.